# Gustave Loisel
Pour les articles homonymes, voir Loisel.
Gustave Antoine Armand Loisel est un zoologiste français né le 27 novembre 1864 à Méry-Corbon (Calvados) et mort le 11 juillet 1933 dans le 7e arrondissement de Paris.
Gustave Loisel fut docteur ès sciences et docteur en médecine, biologiste de carrière et professeur en Sorbonne.

## Carrière
Professeur de Zoologie des cours secondaires à la Sorbonne, Gustave Loisel a été directeur du Laboratoire d'embryologie générale et expérimentale à l'École pratique des hautes études.
Gustave Loisel est l'auteur, en 1912, de l'Histoire des Ménageries de l'Antiquité à nos jours, en trois volumes. Lors de la réorganisation de la « vieille ménagerie nationale », il avait mis à profit ses missions scientifiques effectuées en 1905 et 1906 auprès des jardins zoologiques d'Europe et d'Amérique pour rassembler une impressionnante documentation sur la « coutume de garder des animaux sauvages en captivité ».
Désireux de combler la lacune qu'il avait constatée dans la bibliographie disponible, il a relaté les grandes étapes d'un des aspects spectaculaires des contacts de l'homme avec les animaux sauvages : la formation des collections d'animaux vivants, depuis les enclos sacrés des Égyptiens jusqu'aux parcs d'acclimatation et aux premiers jardins zoologiques modernes.
Ses précautions pour justifier son entreprise auprès des historiens comme auprès des zoologistes trahissaient l'incertitude où il était quant à l'accueil que les uns et les autres voudraient lui réserver. En y découvrant « quelque détail utile, nouveau ou inconnu d'eux », les zoologistes, espérait-il, « prendront plaisir et intérêt à parcourir » son ouvrage. Quant aux historiens, il voulait croire qu'« ils y trouveront, eux aussi, quelque intérêt » car « ils y verront la part immense que la coutume de garder des animaux sauvages en captivité a jouée dans les mœurs des grands et dans les amusements des peuples d'autrefois », un sujet qui, « par tant de côtés, confine à la grande histoire ».

## Publications
- Gustave LOISEL (1906), Exposé des titres et travaux scientifiques (1892-1905), Imprimerie générale Lahure (Paris), 211 p.
- Gustave LOISEL (1906), Projet de réorganisation de la Ménagerie du Muséum, Revue internationale de l'enseignement, Tome cinquante-unième, Janvier à Juillet, p.63-68.
- Gustave LOISEL (1907), Rapport sur une Mission Scientifique dans Les Jardins et Établissements Zoologiques Publics et Privés du Royaume-Uni, de la Belgique et des Pays-Bas, Imprimerie Nationale (Paris), Nouvelles Archives des Missions Scientifiques, t. xiv, 124 p., 25 pl.
- Gustave LOISEL (1907), Rapport sur une Mission Scientifique dans Les Jardins et Établissements Zoologiques Publics et Privés de l'Allemagne, de l'Autriche-Hongrie, de la Suisse et du Danemarck, Imprimerie Nationale (Paris), Nouvelles Archives des Missions Scientifiques, t. xv, 158 p., 20 pl.
- Gustave LOISEL (1908), Rapport sur une Mission Scientifique dans les Jardins et Établissements Zoologiques Publics et Privés des États-Unis et du Canada, et conclusions générales sur les jardins zoologiques, Imprimerie Nationale (Paris), Nouvelles Archives des Missions Scientifiques, t. xvi, 190 p., 8 pl.
- Gustave LOISEL (1910), Les ménageries de Versailles et de Trianon : Leur histoire - Leur restauration, Revue des deux Mondes, Cinquante-sixième Volume, 1er avril 1910, p. 550-589.
- Gustave LOISEL (1911), Sur la Ménagerie de Skansen (Stockholm) et le rôle des ménageries dans les sciences zoologiques, Bulletin de la Société nationale d'Acclimatation de France, Cinquante-huitième Année, N°15 du 1er août 1911, p.479-492.
- Gustave LOISEL (1911), Histoire de la Ménagerie du Muséum, La Revue Scientifique, 49e Année, 2e Semestre, N°9 du 26 août 1911, p.262-277 &  N°10 du 2 septembre 1911, p.301-304.
- Gustave LOISEL (1912), Histoire des Ménageries de l'Antiquité à nos jours (en 3 volumes), Octave Doin et fils & Henri Laurens (Paris).
  - Tome I : Antiquité - Moyen Âge - Renaissance, 319 p., 16 pl.
  - Tome II : Temps modernes (XVIIe et XVIIIe siècles), 392 p., 22 pl.
  - Tome III : Époque contemporaine (XIXe et XXe siècles), 563 p., 22 pl.